# Canthigaster compressa
Canthigaster compressa es una especie de peces de la familia Tetraodontidae en el orden de los Tetraodontiformes.

## Morfología
Los machos pueden llegar alcanzar los 12 cm de longitud total.

## Hábitat
Es un pez de mar de clima tropical y asociado a los  arrecifes de coral que vive entre 5-16 m de profundidad.

## Distribución geográfica
Se encuentra desde las Filipinas hasta las Islas Salomón, las islas Ryukyu, el sur de las islas Marianas y Vanuatu.